# Fran Levec

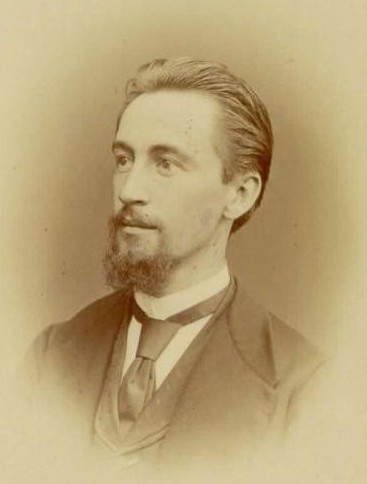
Fran Levec in den 1860er Jahren

Fran (deutsch: Franz) Levec (* 4. Juli 1846 in Ježica, Kaisertum Österreich; † 2. Dezember 1916 in Laibach, Österreich-Ungarn) war ein slowenischer Lehrer, Literaturhistoriker und Autor. Levec galt als positivistischer Kritiker der slowenischen Literaturgeschichte und als Förderer der slowenischen Literatursprache.
Nachdem sich Levec in den 1860er Jahren zunächst als Dichter versucht hatte, studierte er Geschichte und Slawistik in Wien und wirkte dort 1869 an der Gründung des slowenischen Studentenvereins Slovenija mit. Zu seinen Professoren zählten u. a. Franz von Miklosich, Joseph von Aschbach und Robert von Zimmermann, aber auch Albert Jäger. Nach der Lehramtsprüfung und einer Abschlussarbeit über die Sprache in Trubars Übersetzung des Matthäusevangeliums arbeitete er zunächst als Hauslehrer, ab 1873 dann als Sprachlehrer an der Realschule in Laibach. Von 1881 bis 1890 war er Mitbegründer und Redakteur der Literaturzeitschrift Ljubljanski zvon. Nach einem weiteren Studium in Graz und Abschlussarbeiten über die Hydrographie von Krain bzw. über die Türkeneinfälle in Krain und Istrien im 15. Jahrhundert war Levec ab 1885 auch als Geschichts- und Geographielehrer qualifiziert. Ab 1901 war er Ausbilder an der Lehrerbildungsanstalt in Laibach und ab 1903 Krainer Landesschulinspektor für Volksschulen. Zuletzt war er von 1913 bis 1915 Hofrat.